# Pseudocentrum
Pseudocentrum là một chi thực vật có hoa trong họ Orchidaceae.